# リウネ
リウネ（ウクライナ語:Рівне [ˈr⁽ʲ⁾iu̯ne] ( 音声ファイル)）は、北西ウクライナに位置する都市で、リウネ州の州庁所在地である。

## 地理
リウネは、ヴォルィーニ地方の最大の都市の一つとされる。当市はリウネ州の南部に位置し、ウスチャ川の河岸に置かれている。

## 歴史
- 10世紀：ウスチャ川の右河岸でキエフ大公国の要塞が築城される。
- 1238年：リウネの地名はハールィチ・ヴォルィーニ大公国の都市として初めてルーシ年代記に登場する。
- 1340年：リトアニア大公国の都市となる。
- 1461年：リウネはヴォルィーニ系ネスヴィツィクィイ公家によって支配されるようになる。
- 1491年：自治権が下賜される。
- 1518年：リウネはヴォルィーニ系オストロジシクィイ公家によって支配されるようになる。
- 1569年：ポーランド王国の都市となる。クリミア・タタール人はリウネを陥落させて略奪する。
- 1624年：大火事によりリウネの80%は焼失する。
- 1648年：リウネの初病院が建立される。
- 1640年：クリミア・タタール人は再びリウネを略奪する。
- 1648年：ウクライナ・コサックはリウネを略奪する。リウネ周辺はコサック軍とポーランド軍の争い場となる。
- 1691年：大火災によりリウネの90%は焼失する。
- 1723年：リウネはポーランド系リュボミルスキ家によって支配されるようになる。
- 1755年：リウネの人口は700戸まで増長する。
- 1770年：ペストの流行。
- 1793年：ロシア帝国の都市となる。
- 1839年：リウネのギムナジウムが創立される。
- 1917年：ウクライナ人民共和国の都市となる。
- 1919年：ウクライナ人民共和国の一時的首都となる。
- 1920年：ポーランド・ソビエト平和条約によりポーランド共和国の都市となる。
- 1939年：ウクライナ・ソビエト社会主義共和国の都市となる。リウネ州が設置され、リウネは当州の州庁所在地となる。
- 1941年：リウネはドイツ軍によって占領され、ウクライナ総督府の中心都市となる。
- 1944年：リウネはソ連軍によって奪還される。
- 1991年：ウクライナが独立する。リウネはリウネ州の州庁所在地となる。

## 人口
2021年国勢調査による人口推計は245,289人。
- 2001年の人口統計学データによると[注釈 2]：
  - ウクライナ人は約96%、その他は4%。
  - 母語：ウクライナ語は約97%、ロシア語は3%以下
  - 男性は46%、女性は54%

## 姉妹都市
- ヴィディン、ブルガリア
- ザブジェ、ポーランド
- セヴェロドネツィク、ウクライナ
- ルブリン、ポーランド
- ズヴォレン、スロバキア

## 観光
- 聖復活大聖堂（1890年）
- 生神女庇護聖堂（2001年）

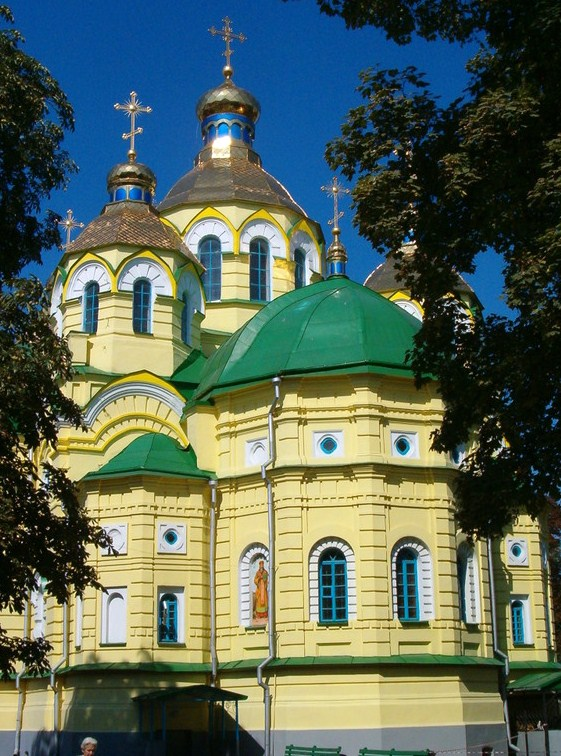
聖復活大聖堂
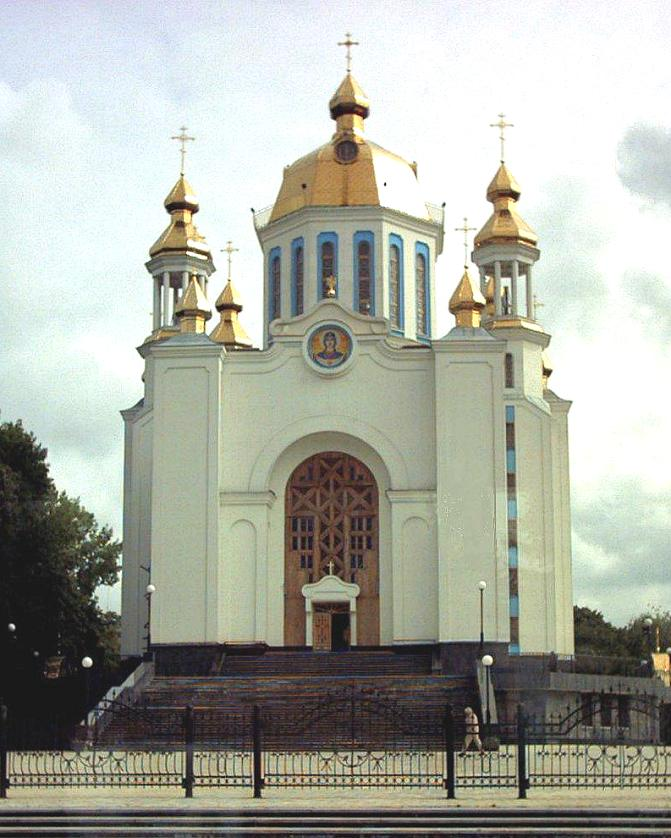
生神女庇護聖堂